# Mayo (Indijanci)
Mayo, pleme američkih Indijanaca iz grupe Cahita, srodni Yaquma, naseljeni u Meksiku na jugu države Sonora i sjeveru Sinaloe, u kraju između rijeka Mayo i Fuerte. 
Poznata povijest Mayo Indijanaca započinje 1532. dolaskom španjolskog povjesničara i pjesnika Diego Hurtado de Mendoza (1503–1575), na ušće Fuerte, gdje su njega i njegove kompanjone Indijanci pobili za vrijeme spavanja. Godine 1533. u njihovu zemlju dolazi Diego de Guzman. Sa Španjolcima će se Mayo Indijanci udružiti 1609-1610. u borbi protiv njihovih najbližih srodnika Yaquija, pa će jedno vrijeme ova dva plemena postat krvni neprijatelji. Prvu misiju među njima utemeljio je 1613. Pedro Mendez, koji ih je posjetio još nekoliko godina prije. Preko 3,000 Indijanaca je pokršteno kroz 15 dana, a uskoro će se na njihovom teritoriju pojaviti sedam misijskih crkava.
Pokrštavanje se Indijancima neće svidjeti pa će se 1740. pridružiti Yaquima u pobuni. Crkve će popaliti a svećenike i naseljenike protjerati iz svoje zemlje, nakon čega će dolaziti do teških okršaja sa Španjolcima. Godine 1825-1827. ponovno se udružuju s Yaqui Indijancima koji je poveo Banderas ili Juzucanea protiv meksičke vojske. Banderas će 1832. biti poražen a 1833. pogubljen zajedno s ostalih 11 vođa iz plemena Ópata, Yaqui i Mayo. Yaqui će nastaviti borbe protiv Meksikanaca sve do u 20 stoljeća. 
Mayo Indijanci su sjedilački narod i napredni ratari koji žive u svojih pustinjskim krajevima (dijelom se navodnjavaju) od uzgoja kukuruza, tikava, graha, duhana i magveja. Kuće su im građene od drveta i trske, prekrivene palminim lišćem. Po vjeri su katolici ali imaju očuvana stara predhispanska vjerovanja. Njihovi najpoznatiji plesovi plešu se pod maskama, to su ples jelena kojega Yaqui poznaju kao maaso yiihua i sveti ples [pascola]. 
Populacija Mayo Indijanaca iznosi u novije vrijeme (prema popisu 1990) oko 40.000.

## Vanjske poveznice
- Yaqui and Mayo Indian Easter ceremonies
- Mayo Indians